# Станішув
Станішув (пол. Staniszów) — село в Польщі, у гміні Подґужин Єленьоґурського повіту Нижньосілезького воєводства.
Населення — 817 осіб (2011).

## Демографія
Демографічна структура станом на 31 березня 2011 року:
|          | Загалом | Допрацездатний вік | Працездатний вік | Постпрацездатний вік |
| -------- | ------- | ------------------ | ---------------- | -------------------- |
| Чоловіки | 424     | 95                 | 299              | 30                   |
| Жінки    | 393     | 64                 | 257              | 72                   |
| Разом    | 817     | 159                | 556              | 102                  |